# جسپر هاوس
جسپر هاوس (انگلیسی: Jasper House) مکان ملی تاریخی جاسپر، در پارک ملی جاسپر، آلبرتا است.